# Burzum/Aske
Burzum/Aske è una compilation di Burzum contenente le tracce dell'album Burzum più quelle dell'EP Aske.

## Tracce
1. Feeble Screams from Forests Unknown – 7:28
2. Ea, Lord of the Depths – 4:53
3. Black Spell of Destruction – 5:40
4. Channeling the Power of Souls into a New God – 3:27
5. War – 2:30
6. The Crying Orc – 0:57
7. A Lost Forgotten Sad Spirit – 9:11 – presente solo nella riedizione del 2010
8. My Journey to the Stars – 8:10
9. Dungeons of Darkness – 4:50
10. Stemmen fra tårnet – 6:10
11. Dominus Sathanas – 3:05
12. A Lost Forgotten Sad Spirit – 10:53

## Formazione
- Varg Vikernes - voce, chitarra, basso, sintetizzatore, batteria elettronica
- Euronymous - assolo di chitarra in War
- Samoth – basso (tracce 9 & 11)